# 比拉拉人
比拉拉人，是居於乍得中部巴塔区菲特里湖附近的一个穆斯林民族。根據乍得1993年的人口普查统计，其人口數为136,629人。其母语是納巴語，属于尼罗-撒哈拉语系，分为四种方言。同族的庫卡人和梅多戈人，同样使用該语言。这三个民族，被统称为利斯人，且被视为亚奥苏丹国主体民族的后裔。 
比拉拉人在14世纪首次於菲特里湖周邊地區現蹤，当时是由賽法瓦王朝的分支领导的一个游牧部落。其屬於卡依人和尼傑森人通婚而衍生的新種族。世居於加奈姆帝國的东部，逐漸成為該帝國的潛在威脅，尤其是在1376年至1400年间，加奈姆帝国6个皇帝中的5个都死于比拉拉人之手。 
加奈姆帝国滅亡后，繼任的新國王將首都遷至博尔诺。比拉拉人則在原帝國轄境內成立亚奥苏丹国。但一个世纪后，阿里·噶吉统治下的博爾努帝國開始反击。加尼-基亞拉戰役后，加涅姆被阿里的儿子夺回。比拉拉人被迫转移到乍得东部，但仍然是少數能與之抗衡的勢力。而亚奥苏丹国的領土雖不及舊時，但仍是一個強盛的國家。旅行家利奥·阿非利加努斯甚至认为比拉拉人的国家要比加涅姆-博尔努帝国更加富有，因該國受惠於其時繁盛的跨撒哈拉贸易。 
随着殖民时代的到来，比拉拉人的势力愈發衰微，最终向法屬乍得殖民政府投降。

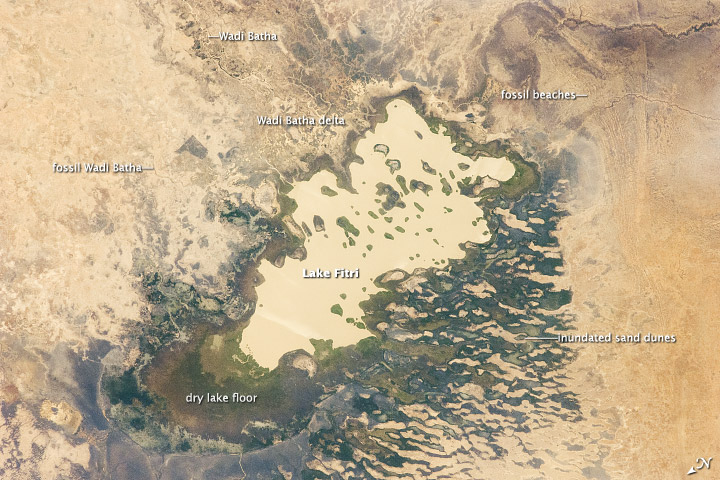
菲特里湖